# Echte mannen
Echte mannen is een nummer van de Nederlandse zanger Guus Meeuwis uit 2020. Het is de vierde single van zijn twaalfde studioalbum Deel zoveel.
Het nummer is een ode aan vriendschap. In een interview met RTL Boulevard vertelde Meeuwis: "Het lijkt generaliserend, maar veel mannen hebben het. Ga maar eens naar de kroeg met een hoop vrienden. Als je thuiskomt en je vriendin vraagt: 'waar heb je het over gehad?'. We hebben echt veel plezier gehad, maar ik heb echt geen idee hoe het met je werk gaat". Terwijl Meeuwis aan de opnames van zijn nieuwe album Deel zoveel werkte, kreeg de zanger de portretten van de Face It-expositie van fotograaf William Rutten onder ogen, waarvoor Rutten foto's heeft gemaakt van allerlei bekende Nederlandse mannen. Meeuwis was onder de indruk en wist meteen dat deze foto's de videoclip voor "Echte mannen" moesten vormen, Rutten ging ermee akkoord. "Je kijkt recht in de ziel van deze mannen, zonder dat ze iets zeggen," aldus Meeuwis.
Het nummer bereikte in Nederland de 15e positie in de Tipparade. Ook in Vlaanderen bereikte het de Tipparade.